# Marcelo Baretto
Marcelo Baretto est un joueur brésilien de volley-ball, né le 16 août 1982 à Porto Alegre (Rio Grande do Sul). Il mesure 2,01 m et joue central.

## Clubs
| Club                | Pays      | De        | À         |
| ------------------- | --------- | --------- | --------- |
| Ulbra São Luiz      | Brésil    | 1999-2000 | 2001-2002 |
| AAAlunos            | Portugal  | 2002-2003 | 2003-2004 |
| Castelo da Maia GC  | Portugal  | 2004-2005 | 2004-2005 |
| Jakarta Monas joker | Indonésie | 2004-2005 | 2004-2005 |
| Omniworld Almere    | Pays-Bas  | 2005-2006 | 2005-2006 |
| Autocommerce Bled   | Slovénie  | 2006-2007 | 2006-2007 |
| Stade Poitevin      | France    | 2007-2008 | 2008-2009 |
| Autocommerce Bled   | Slovénie  | 2009-2010 | …         |

## Anecdotes
- Il a participé à Attention à la marche !

## Palmarès
- Top Teams Cup (1)
  - Vainqueur : 2007
- Championnat de France
  - Finaliste : 2008
- Championnat d'Indonésie
  - Finaliste : 2005
- Championnat du Brésil
  - Finaliste : 2000